# Ochrota asuraeformis
Ochrota asuraeformis là một loài bướm đêm thuộc phân họ Arctiinae, họ Erebidae.